# Yucatánkanalen

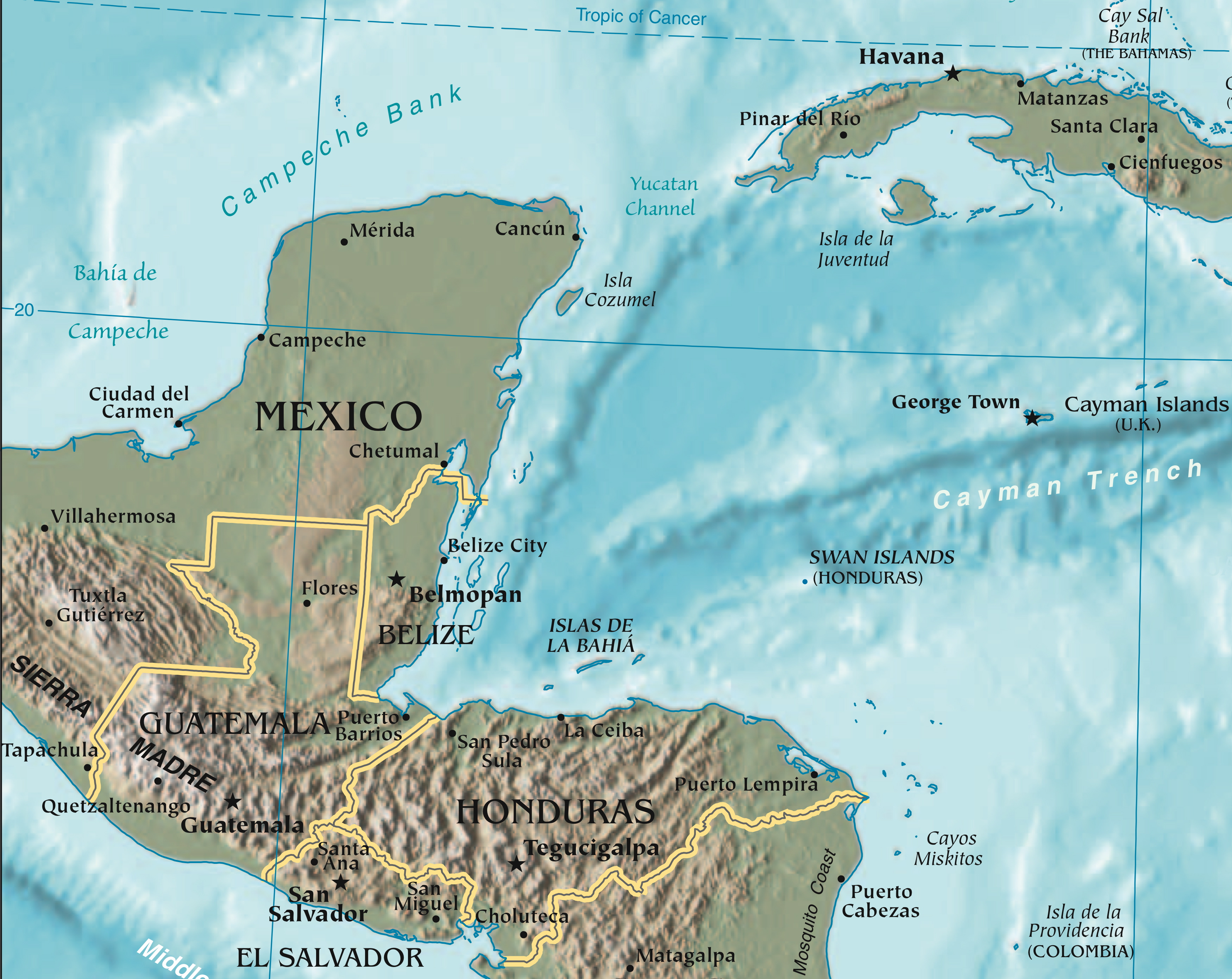
Karta över området runt Yucatánkanalen.

Yucatánkanalen är ett sund mellan Kuba och Yucatánhalvön i Mexiko. Via Yucatánkanalen förenas Karibiska havet med Mexikanska golfen. Sundet är ca 200 km brett.